# باتريك فيميرلينج
باتريك فيميرلينج (بالألمانية: Patrick Femerling)‏ مواليد 4 مارس 1975، هو لاعب كرة سلة ألماني سابق بدأ مسيرته الاحترافية في سنة 1998. يبلغ طوله 7 قدم 1 بوصة (2.2 م).

## روابط خارجية
- باتريك فيميرلينج على موقع الاتحاد الدولي لكرة السلة (الإنجليزية)
- باتريك فيميرلينج على موقع الدوري الأوروبي لكرة السلة (الإنجليزية)
- باتريك فيميرلينج على موقع الدوري الإسباني لكرة السلة (الإسبانية)
- باتريك فيميرلينج على موقع كرة السلة الأوروبية.كوم (الإنجليزية)
- باتريك فيميرلينج على موقع كلية كرة السلة في سبورتس رفرنس.كوم (الإنجليزية)
- باتريك فيميرلينج على موقع ريلجم (الإنجليزية)
- باتريك فيميرلينج على موقع بروبوليرز (الإنجليزية)
- باتريك فيميرلينج على موقع سبورتس رفرنس (الإنجليزية)
- باتريك فيميرلينج على موقع أوليمبيديا (الإنجليزية)